# Universitatea din Kabul
Universitatea din Kabul (KU) (în limba paștună:د کابل پوهنتون ) este situată în Kabul, capitala Afganistanului. Ea a fost fondată în anul 1931, dar cursurile au fost deschise oficial în 1932. La Universitatea din Kabul sunt înscriși în prezent aproximativ 7.000 de studenți, dintre care 1700 sunt femei. Universitatea este încă într-o perioadă de recuperare după lunga perioadă de război și haos în țară. Clădirea principală a fost reconstruită la aproximativ 500 de metri de cea veche, care are aproape același arhitectură.
Universitatea din Kabul este formată din 14 facultăți în domeniul agriculturii, economiei, farmacologiei, studiilor islamice, dreptului, limbii și literaturii, științei, informaticii, ingineriei, jurnalismului, medicinei veterinare, științelor sociale, psihologiei, geologiei și artelor plastice.